# Lamberto I de Lovaina
Lamberto I de Lovaina (950 - Florennes, 12 de setembro de 1015), foi conde de Lovaina de 988 a 1015 e conde de Bruxelas de 994 a 1015. Foi filho de Reginaldo III de Hainaut da Casa de Ranier (mais tarde conhecida como Casa de Brabante).
Ainda era criança quando seu pai foi exilado na Boêmia em 958, e refugiou-se na côrte francesa com sua família. Em 973, com seu irmão Rainério, atacou os condes Reinaldo e Garnier, a quem o condado de Hainaut havia sido confiado, matou-os em Péronne e começou a ocupar o condado de Hainaut, mas o imperador Otão II o repeliu. Em 976, Lamberto e Rainério tentam outra expedição que termina com uma derrota perto de Mons em 19 de abril de 976. Mas o Imperador finalmente lhes faz concessões e entrega a Rainério o condado de Mons e a Lamberto o condado de Lovaina. Esses dois condados provêm do antigo condado que havia sido do pai deles.
Lamberto I casou-se com Gerberga, filha de Carlos, duque da Baixa Lorena e recebeu como dote de casamento o condado de Bruxelas (região entre o Sena e o Dyle). Adquiriu também os títulos de Oficial de Justiça das abadias de Nivelles e Gembloux. Todas essas aquisições foram a base do poder de seus descendentes, que se tornaram mais tarde duques de Brabante.
É possível que tenha reivindicado o ducado da Baixa Lorena quando da morte de seu cunhado, Otto, mas não é possível averiguar tal informação. O Imperador confiou o ducado à casa de Verdun.
Lamberto apoiou o conde Balduíno IV em 1005 até que ele ocupou Valenciennes e se opôs ao imperador Henrique II, mas foi derrotado e, provavelmente, teve de entregar seus filhos como reféns. Em 1012, o duque Godofredo I da Baixa Lorena foi enviado pelo Imperador para forçá-lo a se submeter. Godofredo sitiou Lovaina, mas sem sucesso. Lamberto se desentendeu com o bispo de Liege, e o derrotou. Em 1015, Godofredo atacou novamente e devastou o seu condado. Ajudado por seu sobrinho Rainério V de Mons, Lamberto revidou o ataque de Godofredo em Florennes, mas foi morto em batalha.

## Relações familiares
Foi filho de Reginaldo III de Hainaut (c. 925 - 973) e de Adela (c. 930 - 961). Casou com Gerberga da Baixa Lorena, condessa de Bruxelas, filha de Carlos da Baixa Lotaríngia (953 - 12 de junho de 991) e de Inês de Vermandois (c. 960 -?), filha de Herberto de Vermandois (? - 993), com quem teve:
1. Henrique I de Lovaina (? - 1038), conde de Lovaina, sucedendo a seu pai;
2. Lamberto II de Lovaina (? - 19 de junho de 1054) foi Conde da Lovaina e de Bruxelas a partir de 1040 e até 1054, sucedendo a seu irmão Henrique. Foi casado com Uda da Lorena, filha de Gotelão I de Verdun (967 - 1044)[1][2][3] e de Barbe de Lebarten, filha de Otão III de Lebarten e de Lucarda de Linselstein,
3. Matilda de Lovaina, casada com Eustácio I de Bolonha, conde de Bolonha;
4. Rainério de Lovaina, casado com uma filha de Balduíno IV de Flandres do segundo casamento deste. Foi identificado como Régnier au Longue Col, um fidalgo rural e escudeiro em Ename em 1033 e 1034 (Auctarium Affligemense). Descendentes : Henrique, Renato e Adélia.